# 651 TCN
651 TCN là một năm trong lịch La Mã.

## Mất
- Ly Cơ